# وینستون هیلز، نیو ساوت ولز

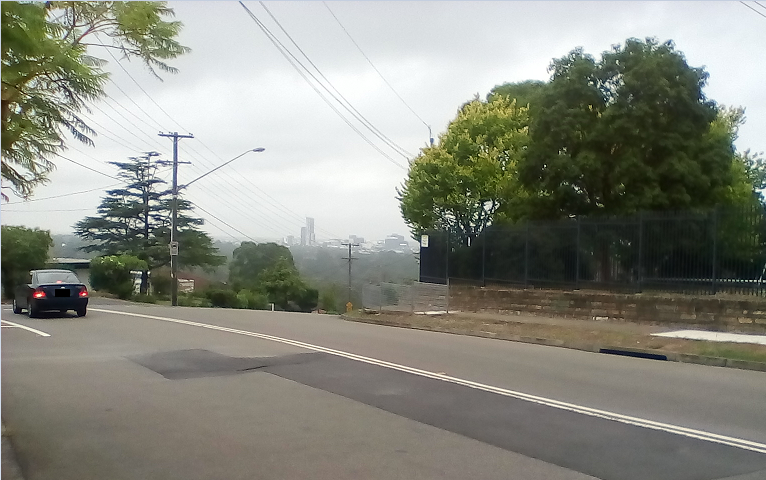
وینستون هیلز

وینستون هیلز (به انگلیسی: Winston Hills) یک حومه شهر در استرالیا است که در نیو ساوت ولز واقع شده‌است.